# Rue Courtois (Liège)
Pour les articles homonymes, voir Rue Courtois.
La rue Courtois est une artère du centre de la ville de Liège (Belgique) située le long du jardin botanique.

## Odonymie
Depuis 1863, la rue rend hommage à Richard Courtois né le 17 janvier 1806 à Verviers et décédé le 14 avril 1835 à Liège à l'âge de 29 ans, botaniste et sous-directeur du premier jardin botanique de Liège qui s'étendait sur l'actuelle place Cockerill.

## Description
Cette rue pavée, rectiligne et en légère montée mesure environ 185 m. Elle longe le côté ouest du jardin botanique visible depuis les façades de tous les immeubles (numéros pairs). La rue applique un sens unique de circulation automobile de la rue Fusch vers la rue Nysten. Une potale se trouve à l'angle de la rue Nysten.

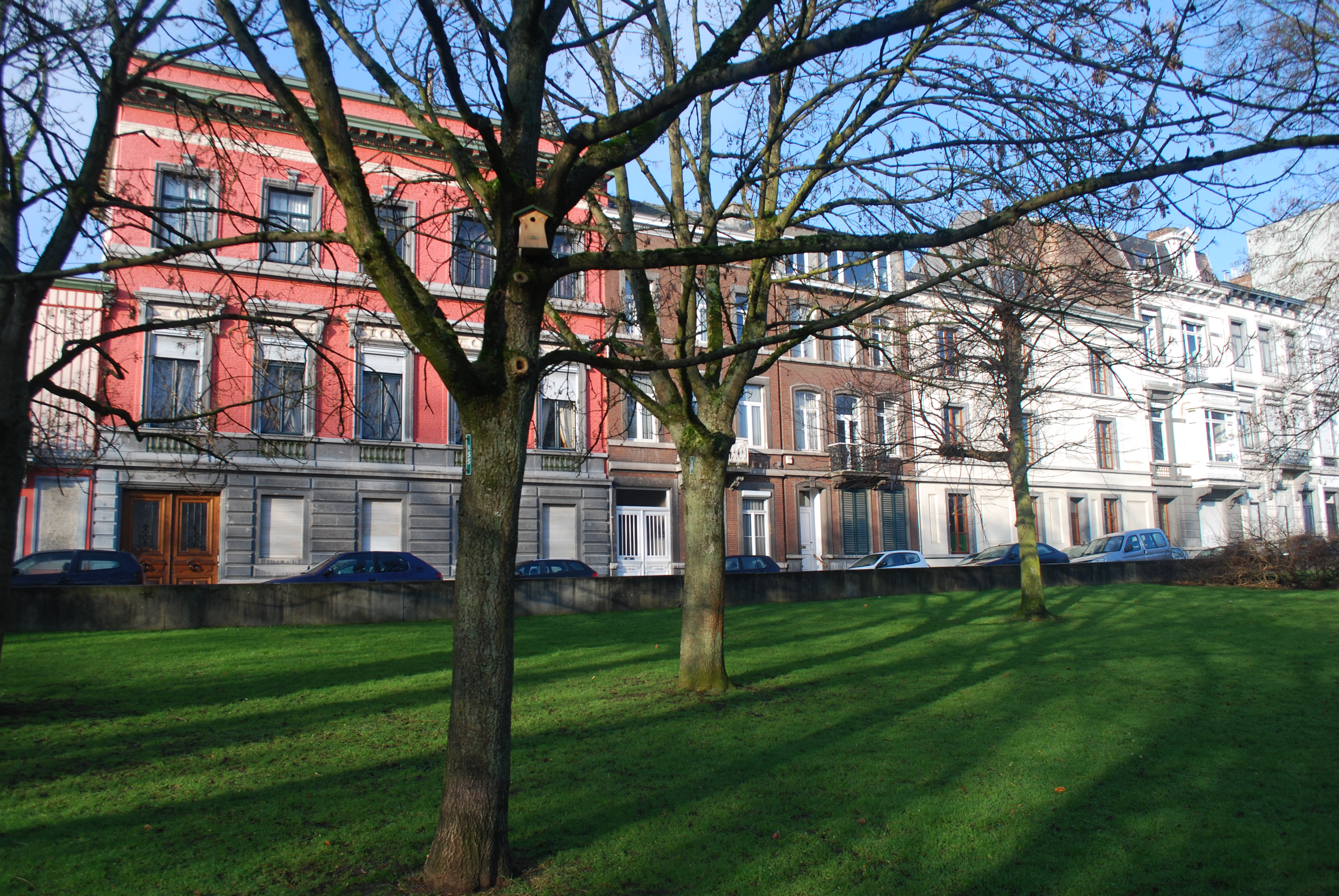
À gauche, l'hôtel de Laveleye

## Architecture
La plupart des vingt immeubles de la rue ont été érigés entre 1840 et 1900 dans un style éclectique d'inspiration néo-classique donnant une homogénéité architecturale à la rue. À l'exception toutefois des deux immeubles à appartements situés aux nos 18 et 20/22 érigés à la fin du XXe siècle.
L'hôtel de Laveleye est une maison de maître de cinq travées et deux étages située au no 40. Il a été réalisé vers 1865 pour Émile de Laveleye, économiste, historien et écrivain liégeois précurseur du socialisme. Le soubassement a été réalisé en pierre de taille, le rez-de-chaussée en pierre calcaire bouchardée et les étages en brique peinte.

## Voies adjacentes
- Rue Duvivier
- Rue Fusch
- Rue Nysten